# Journée mondiale du potager
La Journée mondiale du potager est une célébration décentralisée qui se fête le quatrième dimanche du mois d'août chaque année. C'est une occasion de par le monde de se réunir dans les jardins potagers avec familles et amis, membres de communautés locales et de célébrer les nombreux plaisirs et avantages d'une nourriture faite maison et cultivée dans les jardins communautaires ou individuels.

## Buts
- Célébrer l'impact positif des potagers au niveau de la société, la gastronomie et de la santé.
- Augmenter intérêt des consommateurs sur les bienfaits d'une cuisine locale et saisonnière.
- Créer un esprit communautaire à un niveau local et international, à travers les expériences de jardinage universelles et culinaires.

## Origines
La Journée mondiale du potager a été instituée en 2003 par l'association Kitchen Gardeners International.